# Blind Date (2007)
Blind Date is een Brits-Amerikaanse dramafilm uit 2007 onder regie van Stanley Tucci, die zelf ook een van de twee hoofdrollen speelt. Het is een nieuwe versie van de gelijknamige Nederlandse film uit 1996 van Theo van Gogh, aan wie de productie tijdens de aftiteling opgedragen wordt.

## Verhaal
Don (Stanley Tucci) en Janna (Patricia Clarkson) vormen een getrouwd echtpaar. Ze gaan niettemin met elkaar op een serie blind dates, waarin ze telkens net doen of ze elkaar voor het eerst ontmoeten. Dit is steeds in hetzelfde eetcafé, maar iedere keer komen ze opdagen als een persoon met een andere achtergrond. Zo doen ze de ene keer alsof ze twee mensen zijn op zoek naar nieuw geluk na een slecht huwelijk, de andere keer alsof ze een danspartner willen vinden, dan weer of ze een journalist en een geïnterviewde zijn.
Tijdens ieder afspraakje vertellen ze allebei over zaken uit zijn of haar verleden en achtergrond. Ook komen er telkens frustraties en ergernissen boven tafel. Regelmatig eindigt een afspraakje in een botsing tussen beiden.
Een vertellende kinderstem maakt tijdens intermezzo's tussen Don en Janna's blind dates door duidelijk dat zij hun voormalige dochtertje is. Ze is op vijfjarige leeftijd overleden tijdens een auto-ongeluk. Haar ouders zijn sindsdien zo uit elkaar gegroeid, dat zij de kloof die tussen hen is ontstaan proberen te dichten tijdens de blind dates. Door zich tijdens verschillende rollenspellen voor te doen als iemand die de ander voor het eerst ontmoet, proberen ze over zaken te praten die ze als getrouwd echtpaar niet over hun lippen krijgen. Dit verloopt weinig voorspoedig.

## Rolverdeling
- Stanley Tucci - Don
- Patricia Clarkson - Janna
- Thijs Römer - Ober
- Georgina Verbaan - Gaste aan de bar en barvrouw
- Peer Mascini - Gast aan de bar
- Gerdy De Decker - Tangodanser
- Robin Holzauer - Klein meisje
- Sarah Hyland - Kind

## Trivia
- Bijrolspeler Mascini speelde in het Nederlandstalige origineel uit 1996 een van de hoofdpersonages.